# 猫山
猫山（ねこやま）は、北海道の目梨郡羅臼町にある標高553.1mの山である。山頂には二等三角点「茶志別」が設置されている。

## 概要
知床半島の主稜線上のラサウヌプリから北東側にある標高691mの峰から羅臼町側に伸びた尾根の先端部に位置する。国道335号からは山名の通り猫のような形をした山容を望むことができる。
山名は不明であり、見た目からついた説や、アイヌ語の「ナイ・コッ（水の涸れた沢）」から漢字が当てられた説などがある。三角点名の「茶志別」は「ちゃしべつ」と読み、アイヌ語の「chas-pet（走る・川）」や「chasi(-us)-pet（砦・（ある）・川）」など諸説ある。

## 登山
登山道はないため残雪期に登られる。主な登頂ルートは陸志別川左岸から標高232mの無名峰を経て七点沢林道付近に到達し、猫山山頂から東に伸びる尾根に取り付いて山頂へ至るルートである。